# Hořice (Spálené Poříčí)
Hořice jsou malá vesnice, část města Spálené Poříčí v okrese Plzeň-jih v Plzeňském kraji. Nachází se asi sedm kilometrů severovýchodně od Spáleného Poříčí. Hořice jsou také název katastrálního území o rozloze 1,22 km². V souvislosti se zánikem vojenského újezdu Brdy bylo k 1. lednu 2016 k části Hořice připojeno katastrální území Číčov v Brdech, které vzniklo k 10. únoru 2014. Toto území má rozlohu 3,33 km² a je zde evidováno 0 budov a 0 obyvatel.

## Historie
První písemná zmínka o vesnici pochází z roku 1379.

## Obyvatelstvo
| Rok            | 1869 | 1880 | 1890 | 1900 | 1910 | 1921 | 1930 | 1950 | 1961 | 1970 | 1980 | 1991 | 2001 | 2011 | 2021 |
| -------------- | ---- | ---- | ---- | ---- | ---- | ---- | ---- | ---- | ---- | ---- | ---- | ---- | ---- | ---- | ---- |
| Počet obyvatel | 79   | 76   | 86   | 77   | 64   | 66   | 49   | 27   | 22   | 15   | 26   | 22   | 17   | 15   | 8    |
| Počet domů     | 8    | 8    | 7    | 8    | 8    | 8    | 8    | 7    | 7    | 5    | 6    | 7    | 8    | 8    | 8    |

## Obecní správa
Při sčítání lidu v letech 1850–1979 Hořice byly osadou obce Číčov, se kterým patřily nejprve do okresu Plzeň, ale v roce 1950 v okrese Blovice a od roku 1960 v okrese Plzeň-jih. Od 1. ledna 1980 jsou částí města Spálené Poříčí v okrese Plzeň-jih.

## Galerie

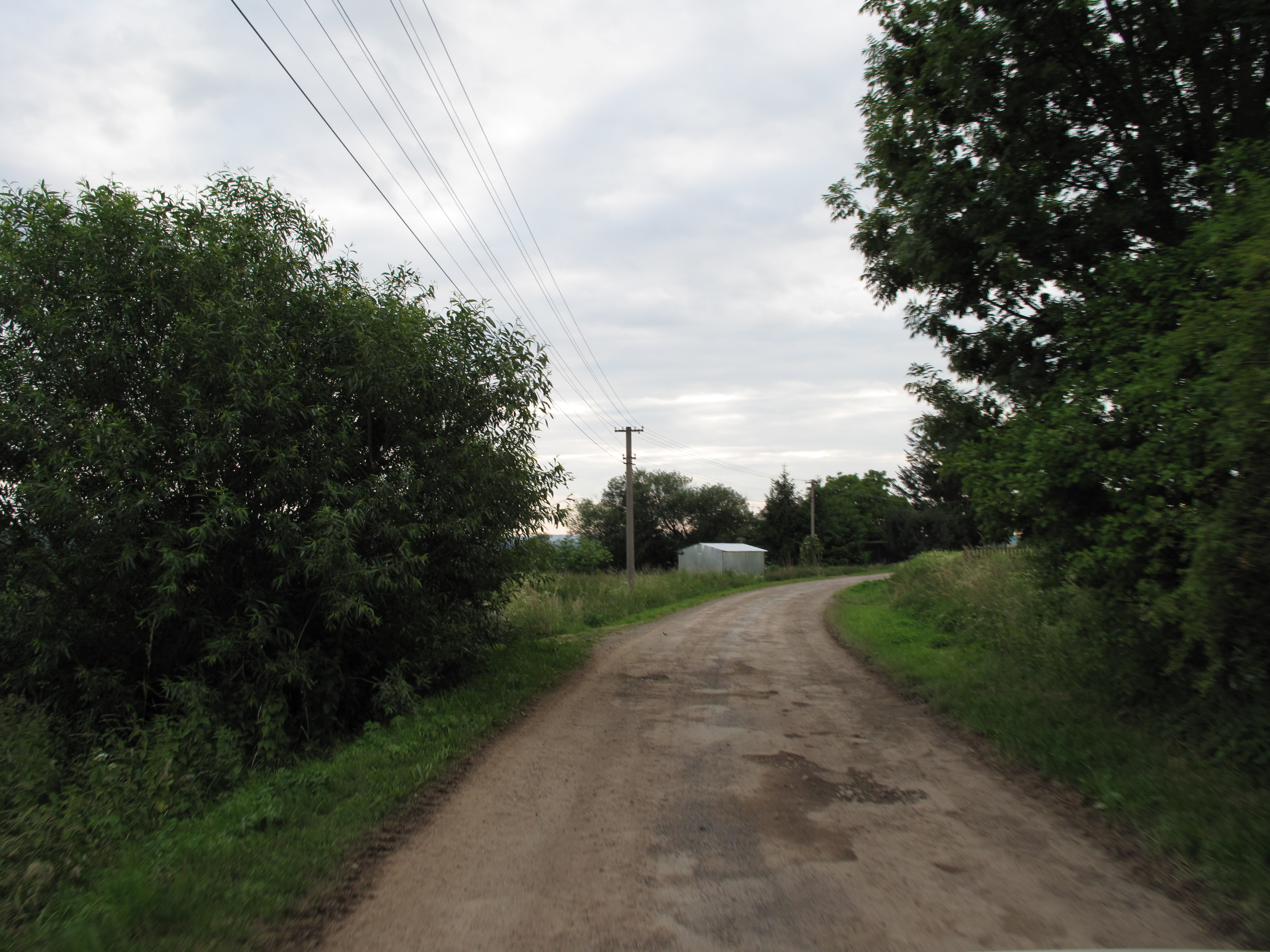
Cesta
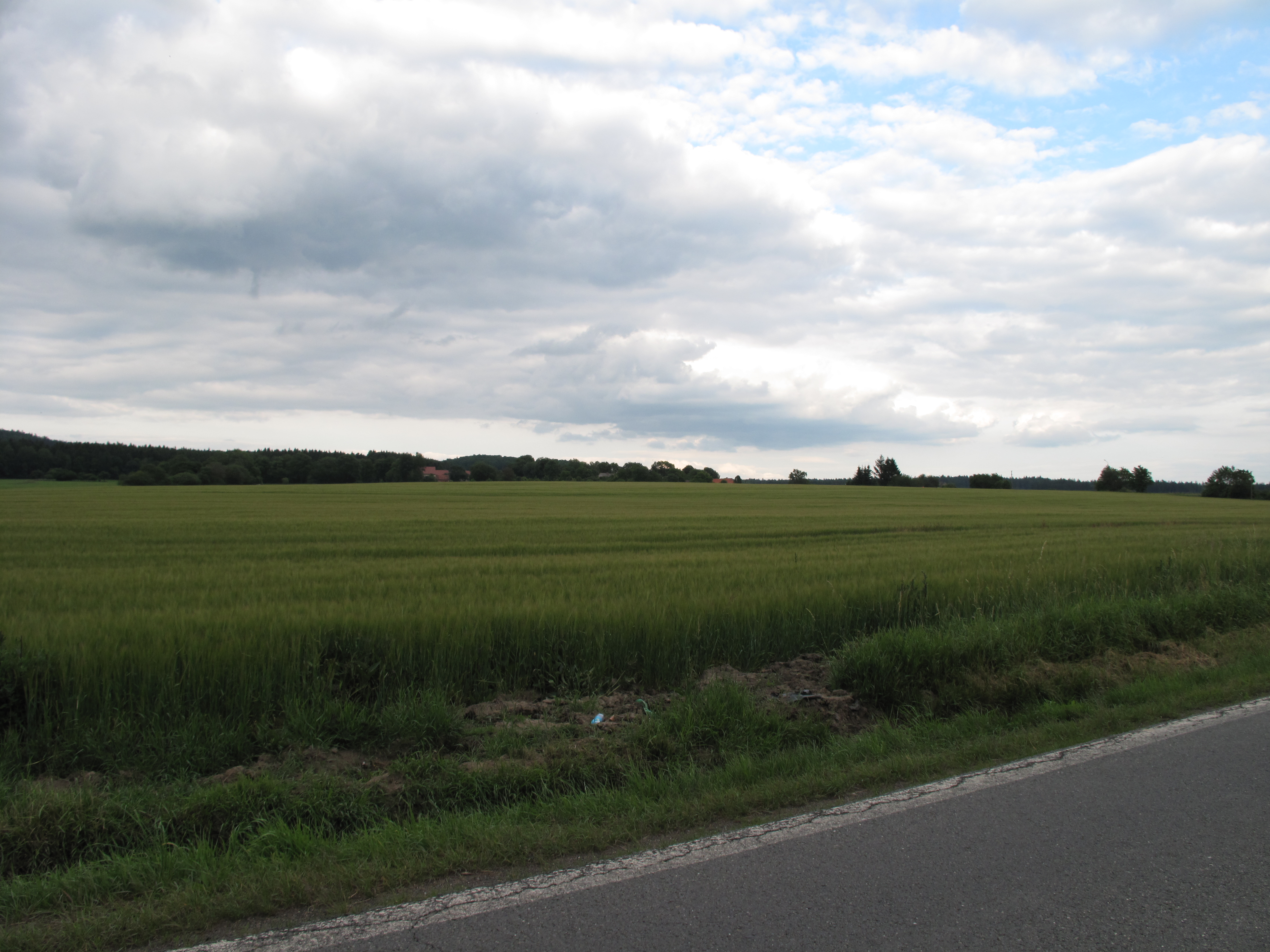
Pole
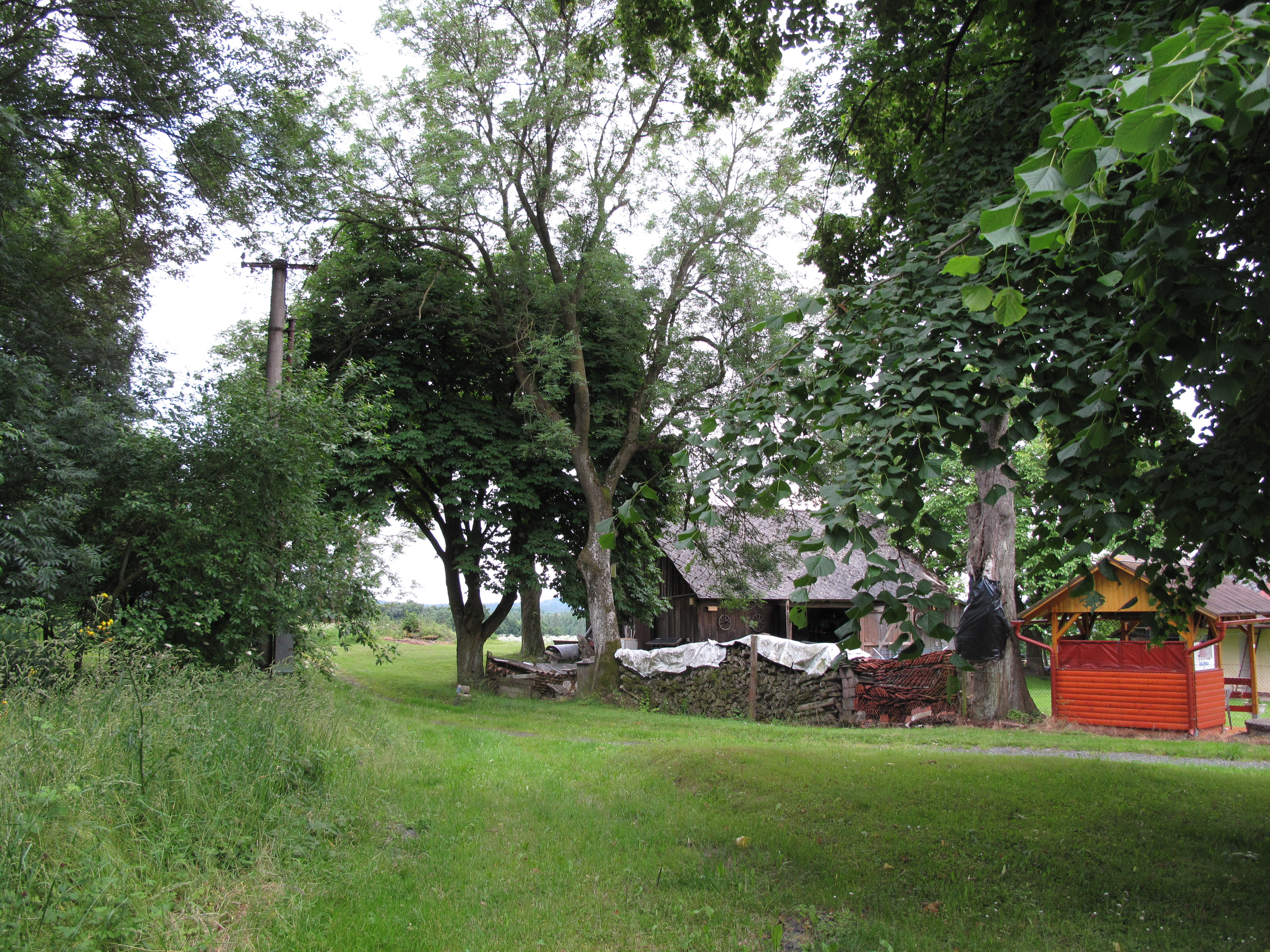
Zahrada